# Лілберн (Джорджія)
Лілберн (англ. Lilburn) — місто (англ. city) в США, в окрузі Гвіннетт штату Джорджія. Населення — 14 502 особи (2020).

## Географія
Лілберн розташований за координатами 33°53′26″ пн. ш. 84°8′13″ зх. д. / 33.89056° пн. ш. 84.13694° зх. д. (33.890640, -84.136872).  За даними Бюро перепису населення США в 2010 році місто мало площу 16,50 км², з яких 16,36 км² — суходіл та 0,14 км² — водойми.

## Демографія
Згідно з переписом 2010 року, у місті мешкало 11 596 осіб у 3894 домогосподарствах у складі 2790 родин. Густота населення становила 703 особи/км².  Було 4219 помешкань (256/км²).
Расовий склад населення:
| - 52,7 % — білих - 16,4 % — чорних або афроамериканців - 15,2 % — азіатів - 0,5 % — корінних американців - 12,3 % — осіб інших рас |

До двох чи більше рас належало 2,8 %. Частка іспаномовних становила 27,4 % від усіх жителів.
За віковим діапазоном населення розподілялося таким чином: 26,6 % — особи молодші 18 років, 62,6 % — особи у віці 18—64 років, 10,8 % — особи у віці 65 років та старші. Медіана віку мешканця становила 36,3 року. На 100 осіб жіночої статі у місті припадало 97,7 чоловіків;  на 100 жінок у віці від 18 років та старших — 95,0 чоловіків також старших 18 років.
Середній дохід на одне домашнє господарство  становив 65 584 долари США (медіана — 51 140), а середній дохід на одну сім'ю — 76 591 долар (медіана — 60 349). Медіана доходів становила 36 325 доларів для чоловіків та 31 576 доларів для жінок. За межею бідності перебувало 17,0 % осіб, у тому числі 22,5 % дітей у віці до 18 років та 14,6 % осіб у віці 65 років та старших.
Цивільне працевлаштоване населення становило 5573 особи. Основні галузі зайнятості: освіта, охорона здоров'я та соціальна допомога — 17,0 %, будівництво — 14,8 %, науковці, спеціалісти, менеджери — 14,6 %.